# علي آل محسن
علي بن مدن بن محمد بن علي بن حسن آل محسن هو عالم دين شيعي من مدينة سيهات في محافظة القطيف في المملكة العربية السعودية
ناشط في مجال التأليف والإرشاد، له إسهامات كثيرة في العقيدة الإسلامية ونشاط دعوي ملحوظ بالإضافة إلى كونه قاضيا في هيئة التدقيق في دائرة الأوقاف والمواريث في القطيف في المملكة العربية السعودية.

## ولادته ونشأته
هو الشيخ علي بن مدن بن محمد بن علي بن حسن آل محسن، وُلد عام 1377هـ في مدينة سيهات من مدن محافظة القطيف، نشأ فيها، ثم التحق بالمدارس الحكومية وبعد إنهاء المراحل الدراسية الثلاثة والتخرج من الثانوية التحق بالجامعة لدراسة الطب، ولكنه تركها عام 1398 للهجرة لطلب العلوم الدينية.

## الهجرة إلى قم ودراسته فيها

### الهجرة إلى قم
هاجر الشيخ إلى مدينة قم في عام 1398هـ فأخذ المقدمات والسطوح على ثلة من الأساتذة هناك.

### أساتذته في دراسة المقدمات في قم
وقد درس المقدمات على يد:
1. الشيخ عبد الرسول البيابي التاروتي: درس عنده شطراً من قطر الندى، وكتاب مغني اللبيب وكتاب شرح النَظَّام.
2. الشيخ محسن المعلم الجارودي: قرأ عليه شطراً من قطر الندى، وشرح الألفية لابن الناظم، ومختصر المعاني.
3. الشيخ محمد رضا المامقاني: درس عنده كتاب شرائع الإسلام للمحقق الحلي، ومعالم الدين في الأصول لابن الشهيد الثاني، وشرح الباب الحادي عشر.
4. محمد رضا التبريزي: درس عنده شطرا من منطق المظفر وحاشية ملا عبد الله.

### أساتذته في دراسة السطوح في قم
ودرس في مرحلة السطوح لدى:
1. السيد محمد حسن الترحيني: حضر عنده أصول المظفر، وشرح اللمعة الدمشقية.
2. الشيخ محمد علي المراغي: حضر عنده الرسائل والمكاسب المحرمة للشيخ الأنصاري، وكفاية الأصول للمحقق الخراساني، وكشف المراد في شرح تجريد الاعتقاد للعلامة الحلي.
3. أحمد المددي: حضر عنده بعض كتاب البيع والخيارات من كتاب المكاسب.
4. الشيخ مصطفى الهرندي : بعض أبحاث كتاب الرسائل.

### العودة من قم
ثم اضطر الشيخ إلى العودة لبلاده في القطيف عام 1405هـ وفور عودته بدأ بالقيام بواجباته من إمامة الجماعة والإرشاد والوعظ والتدريس.

## الهجرة إلى النجف

### أساتذته في النجف
هاجر الشيخ علي آل محسن إلى العراق مطلع عام 1416هـ وحضر البحث الخارج عند فقهائها وعلمائها البارزين واستقر حضوره عند:
1. الشيخ الميرزا علي الغروي التبريزي: فقهاً وكان محور البحث على كتاب المكاسب للشيخ الأنصاري، حضر لديه في بحث البيع، وقد استعان به الشيخ الغروي في كتابة رسالته العملية الكبيرة المسماة بـ(الفتاوى المستنبطة)، كما شارك في مجلس الاستفتاء للشيخ الغروي، ولكن الأعداء الحاقدين على العلماء لم يمهلوا الشيخ الغروي حيث استشهد عند عودته من زيارة أبي عبد الله الحسين في الرابع والعشرين من شهر صفر المظفر سنة 1419هـ.
2. الشيخ محمد إسحاق الفياض: ولازمه أصولاً وفقهاً.

### تدريسه في النجف
تولى في النجف تدريس: مختصر المعاني، وأصول المظفر، وبعض أبحاث الأصول العامة للفقه المقارن للسيد محمد تقي الحكيم، وشرح اللمعة الدمشقية، وكتاب شرح التجريد، وذلك في مدرسة الآخوند. ونظرا لحساسية الوضع الأمني آنذاك اضطر لتعطيل هذه الدروس وفَتَحَ درساً خاصاً في مسجد كاشف الغطاء لبعض الطلبة على كتاب كفاية الأصول.

### عودته من النجف
حصلت بعض الظروف له مما اضطرته للعودة من النجف إلى بلده عام 1422هـ وهو الآن يواصل عطاءه الفكري، ويمارس التأليف والتدريس والإرشاد والوعظ.

## تلامذته
تتلمذ على يديه الكثير من الفضلاء وأهل العلم في قم والنجف والقطيف في مختلف المراحل الحوزوية، نذكر منهم:
| - الشيخ مهدي المصلي-تاروت. - ماجد السادة-سيهات. - الشيخ كاظم الجشي-القطيف. - الشيخ مرتضى آل سليس-القطيف. - الشيخ أحمد سلمان - تونس. - الشيخ عبد الله سنبل-الجش. - عبد الحميد الشرع-النجف. - الشيخ عبد المهدي الكربلائي-كربلاء. - الشيخ علي الإبراهيمي البغدادي-النجف. - الشيخ حلمي السنان-القطيف. - الشيخ عبد الله آل درويش-تاروت. - الشيخ حسين العايش-الأحساء. |  | - الشيخ جعفر الربح-القطيف - الشيخ كاظم العمري-المدينة المنورة. - الشيخ توفيق البوعلي-الأحساء. - الشيخ ميثم الخنيزي-القطيف. - الشيخ عبد الله دشتي-الكويت. - الشيخ زكي السيف-القطيف. - الشيخ حسن الجنبي-القديح. - الشيخ عباس آل سباع-تاروت. - الشيخ محمد العبيدان-القديح. - الشيخ زامل الشويخات-سيهات. - الخطيب الأستاذ عارف سنبل - الجش (القطيف). - الشيخ عبد الله النمر-الأحساء. - هاشم الهاشمي-الكويت. |  | - الشيخ عبد الله الدار-القطيف. - الشيخ علي الكبيش-سيهات. - الشيخ حسين المصطفى-القطيف. - الشيخ فيصل الكسار-القطيف. - الشيخ سعد أبو السعود-القطيف. - الشيخ حسين الخميس-عنك. - محمد العوامي-التوبي. - طاهر الشميمي-العوامية. - الشيخ عبد العزيز المصلي-تاروت. - الشيخ حبيب الدبيس - سيهات. - الشيخ مصطفى المسلم-سيهات. - الشيخ علي آل سليس-سيهات. - الشيخ صادق البحراني-التوبي. |

## الوكالات والإجازات
نظراً لمكانته العلمية والاجتماعية فقد أجازه جمع من الفقهاء والعلماء بالرواية وكذلك في قبض الحقوق الشرعية.

### إجازاته في الرواية
وممن أجازالشيخ علي آل محسن برواية الحديث:
1. أبو القاسم الكوكبي.
2. الميرزا علي الغروي.
3. الشيخ محمد تقي الفقيه.
4. الشيخ محي الدين المامقاني.
5. الشيخ محمد علي المراغي.
6. السيد مهدي الأشكوري
7. السيد ضياء الدين الإشكوري.
8. السيد محمد حسن الترحيني.

### وكالات من مراجع ماضين
حمل وكالات للمراجع الشيعة الماضين مثل:
1. محمد الحسيني الروحاني.
2. الميرزا علي الغروي التبريزي.
3. الشيخ محمد تقي الفقيه العاملي.
4. أبو القاسم الكوكبي.
5. الميرزا جواد التبريزي.
6. محمد سعيد الحكيم.
7. السيد محمد صادق الروحاني.

### وكالات من مراجع أحياء
كما أنه يحمل الآن وكالات للمراجع الشيعة الأحياء :
1. السيد علي السيستاني.
2. الشيخ محمد إسحاق الفياض.

## مؤلفاته
1. دليل المتحيرين في بيان الناجين
2. كشف الحقائق: ردٌ على (هذه نصيحتي إلى كل شيعي) لأبي بكر الجزائري. ترجم الكتاب إلى الفارسية باسم: كشف حقايق، ترجمه: أكبر ترابي شهرضايى
3. مسائل خلافية حار فيها أهل السنة
4. عبد الله بن سبأ: دراسة وتحليل
5. لله وللحقيقة: رد على كتاب لله ثم للتاريخ: لمؤلفه الذي أسمى نفسه حسين الموسوي، وزعم أنه واحد من علماء الشيعة وفقهائهم. وحصل هذا الكتاب فاز بجائزة على مستوى الكتاب الممتاز لسنة الولاية لعام 1425هـ في إيران، وحصل أيضاً على شهادة تقديرية من الرئيس الإيراني السابق محمد خاتمي. ترجم هذا الكتاب إلى اللغة الأندونيسية، باسم: DEMI ALLAH JUNJUNGLAH KEBENARAN
6. الرد الوجيز على كتاب لله ثم للتاريخ: ترجم هذا الكتاب إلى اللغة الفارسية، ترجمه: حميد رضا آژير، باسم افشاى يك توطئه، طبع دار مشعر، طهران، 1427هـ.
7. من هو خليفة المسلمين في هذا العصر؟
8. الردود المحكمة
9. العقيدة السلفية: دراسة وتحليل.
10. العقيدة الصحيحة: سلسلة من الدروس في العقيدة الإسلامية.
11. إرشاد السائلين
12. عبد الله بن سبأ حقيقة أم خرافة، ترجم إلى الفارسية باسم: عبد الله بن سبأ واقعيت يا خيال، ترجمه: سيد أبو القاسم غضنفري.
13. براءة الشيعة الإمامية من العقائد اليهودية: وقد تمت ترحمة هذا الكتاب إلى اللغة الفارسية، ترجمه: أكبر ترابي شهرضايي، باسم پيراستگى اماميه از تهمت هاى ابن تيميه، طبع دار مشعر، طهران، 1434هـ.
14. إثبات الرجعة
15. أتباع أهل البيت عليهم السلام.
16. المذهب الصحيح.
17. خلفاء الرسول
18. أئمة أهل البيت عليهم السلام
19. الرد القاصم لدعوة المفتري على الإمام القائم
20. أهدى الرايات: دراسة في شخصية اليماني.
21. جدلية الإلحاد والدين.
22. فيض العترة في فقه زكاة الفطرة: تقريراً لأبحاث أستاذه آية الله العظمى الشيخ محمد إسحاق الفياض دام ظله الشريف.

وله عدة كتابات أخرى تعد للطبع.

## الدروس
مجموعة الدروس المسجَّلة للشيخ علي آل محسن:
1. قطر الندى وبل الصدى لابن هشام كاملاً (في علم النحو).
2. شرح ألفية ابن مالك: للشارح ابن الناظم كاملاً (في علم النحو).
3. شرح مغني اللبيب عن كتب الأعاريب لابن هشام، الباب الأول والرابع (في علم النحو).
4. شرح شرائع الإسلام للمحقق الحلي: 4 مجلدات كاملة (في الفقه).
5. شرح مختصر المعاني سعد الدين التفتازاني كاملاً (في علم البلاغة).
6. شرح النظام للنظام النيسابوري كاملاً (في علم التصريف).
7. شرح تمهيد المنطق وهو مختصر منطق المظفر، ودورة الدرس هي لغير المتفرغين.(في علم المنطق)
8. كتاب المنطق للشيخ محمد رضا المظفر (في علم المنطق).
9. شرح الباب الحادي عشر للمقداد السيوري كاملاً (في علم الكلام).
10. شرح كتاب دروس موجزة في علمي الرجال والدراية جعفر السبحاني.(في علمي الرجال والدراية)
11. شرح معالم الدين للشيخ حسن ابن الشهيد الثاني كاملاً (في علم الأصول).
12. شرح الجزء الأول من كتاب أصول الفقه للشيخ محمد رضا المظفر (في علم الأصول).
13. شرح جزء من كفاية الأصول للمحقق الخراساني (في علم الأصول).
14. شرح كتاب فرائد الأصول للشيخ مرتضى الأنصاري (في علم الأصول).

كما له عشرات المحاضرات الفقهية والعقائدية والأخلاقية التي ألقاها في المساجد والمحافل الدينية.